# 3024-es busz
A 3024-es jelzésű autóbusz helyközi autóbuszjárat Salgótarján és Bárna között, melyet a Volánbusz Zrt.üzemeltet.

## Közlekedése
A járat Salgótarjánt és Bárnát köti össze. Útvonalának hossza 16,1 km, a menetidő 30 perc.

## Megállóhelyei
| 0  | Salgótarján, autóbusz-állomás végállomás | 15 | 1, 2A, 2T, 3C, 5, 6, 7, 7A, 7B, 7C, 8, 9, 11, 11A, 11B, 11Y, 13, 14, 19, 27A, 36, 46, 58, 63, 63S 1010, 1012, 1020, 1021, 1301, 1305, 1347, 1349, 1351, 1352, 1354, 1384, 1447, 1448 3015, 3022, 3030, 3034, 3044, 3045, 3051, 3052, 3055, 3056, 3058, 3060, 3061, 3062, 3064, 3065, 3066, 3067, 3070, 3072, 3075, 3080, 3081, 3082, 3084, 3090, 3092, 3093, 3094 személyvonat |
| 1  | Salgótarján, Salgó út                    | 14 | 1, 11, 13, 14, 61 1347, 1349, 1352 3015, 3022, 3030, 3034 |
| 2  | Salgótarján, Kohász Művelődési Központ   | 13 | 1, 11, 13, 14, 61 1347, 1349, 1352 3015, 3022, 3030, 3034 |
| 3  | Salgótarján, Salgói kapu                 | 12 | 1, 11, 13, 14, 61 3015, 3022, 3030, 3034 |
| 4  | Salgótarján, Újtemető                    | 11 | 1, 11, 13, 14, 61 3015, 3022, 3030, 3034 |
| 5  | Salgótarján, Pintértelep                 | 10 | 1, 11, 13, 14, 61 1347, 1349, 1352 3015, 3022, 3030, 3034 |
| 6  | Salgótarján, Ötvözetgyár                 | 9  | 1347, 1349, 1352 3030, 3034 |
| 7  | Salgótarján, Vasipari Kutatóintézet      | 8  | 1347, 1349, 1352 3030, 3034 |
| 8  | Kazár, Inászó bányai elágazás            | 7  | 1347, 1349, 1352 3030, 3034 |
| 9  | Bárnai elágazás                          | 6  | 1347, 1349, 1352 3026, 3030, 3034 |
| 10 | Bárna, Perestető                         | 5  | 3026, 3030, 3034 |
| 11 | Bárna, Tó út                             | 4  | 3026, 3030, 3034 |
| 12 | Bárna, garázs                            | 3  | 3026, 3030, 3034 |
| 13 | Bárna, bolt                              | 2  | 3026, 3030, 3034 |
| 14 | Bárna, major                             | 1  | 3026, 3030, 3034 |
| 15 | Bárna, autóbusz-forduló végállomás       | 0  | 3026, 3030, 3034 |